# أبو النمرس
مدينة أبو النمرس بمحافظة الجيزة، بمصر، هي مدينة تجارية تقع على الجانب الغربي من النيل تشتهر بتجارة الأدوات المنزلية إلى جانب الزراعة و العديد من الصناعات الخفيفة وإنتاج البلح وعسل النحل.
اشتهرت المدينة بقصة النمرسي الذي غلب العفريت, وقد اختلفت الأراء عن أصل كلمة أبو النمرس, ورجح البعض أنها من اللغة الهيروغليفية القديمة وتعني (مكان العشق والغرام) ـ أنظر: كتاب (أبو النمرس ماضيها وحاضرها ومستقبلها) للكاتب الدكتور سعيد أحمد بيومي والأستاذ فضل عباس الفقي، وقد ذكرت أبو النمرس لدى كبار المؤرخين في العصور الإسلامية كابن حجر والمقريزي والجبرتي وغيرهم. انضمت مدينة أبو النمرس ومركز أبو النمرس (مركز الجيزة سابقًا) إلى محافظة السادس من أكتوبر والمنشأة حديثًا (2008).ثم رجعت بعد ثورة 25 يناير إلي محافظة الجيزة.واشتهرت البلد بعده شخصيات منها محمد هشام الطناشي والدكتور ابراهيم مدكور والاستاذ محمد الفقي والشيخ أحمد زكريا عبد الوهاب والحاج جوده ابو شنب والحاج محمود ابو شنب والدكتور سليم أحمد واحد من اهم المحللين الفنيين المعتمدين في اسواق العالمية والمسجل بالاتحاد الدولي للمحللين الفنيين والدكتور يوسف سليم و الشيخ امام عيسي والنجم خالد صالح.

## التعداد
وصل عدد السكان في 2021 الى 86,601 نسمة